# Aramus paludigrus
Aramus paludigrus — викопний вид журавлеподібних птахів родини арамових (Aramidae), що існував у міоцені (13,8-11,8 млн років тому). Скам'янілі рештки птаха знайдені у відкладеннях формації Ла Вента в Колумбії. Описаний по добре збереженому лівому тибіотарсусу. Кістка сягала 19,6 см завдовжки. Це на 20 % більше ніж у сучасного виду Aramus guarauna.